# 名村辰
名村 辰（なむら しん、1997年〈平成9年〉3月3日 - ）は、日本の俳優。東京都出身。ファザーズコーポレーション所属。身長173cm。体重54kg。血液型はB型。星座はうお座。

## 略歴
小学3年生から3年間シアトルに在住していた。帰国後、小学6年生から高校3年生まで年2回、歌舞伎の発表会に出演した。明治大学国際日本学部在学中に、倉本聰率いる富良野塾のオーディションに受かったことがきっかけで俳優を志す。2018年、ファザーズコーポレーションに所属。2019年、同大学卒業。2024年、名村辰ソロユニットnamu 旗揚げ。

## 人物
趣味
エレキギター、漫才鑑賞。
資格
TOEIC 925点、食品衛生責任者、自動車免許。
特技
英語。

## 出演

### テレビドラマ
- 嫌われ監察官 音無一六（テレビ東京）
  - 2時間ドラマ第5作（2018年7月6日） - 刑事 役
  - 連続ドラマ第4話（2022年5月27日） - 海老原大貴 役
- 初めて恋をした日に読む話 第1話（2019年1月15日、TBS）
- 腐女子、うっかりゲイに告る 第5話・第7話（2019年5月18日・6月1日、NHK総合）
- 死役所 第7話（2019年11月28日、テレビ東京）
- 70才、初めて産みますセブンティウイザン。 第2話（2020年4月12日、NHK BSプレミアム）
- レンタルなんもしない人 第8話（2020年5月28日、テレビ東京） - 拓馬 役
- いとしのニーナ（2020年7月 - 9月、フジテレビ/2020年5月 FODで先行配信） - 鈴木祐介 役
- さまよう刃 第1話 - 第4話（2021年5月15日 - 6月5日、WOWOW） - 伴崎敦也 役
- 相棒 Season20 第8話（2021年12月8日、テレビ朝日） - 岡田茂雄 役
- ライオンのおやつ（2021年6月 - 8月、NHK BSプレミアム） - シンちゃん 役
- イチケイのカラス 第10話（2021年6月7日、フジテレビ）
- 特捜9 Season5 第1話（2022年4月6日、テレビ朝日） - 溝口誠 役
- 元彼の遺言状 第7話（2022年5月23日、フジテレビ） - 徳丸浩次 役
- 名優笠智衆〜春風のあるがごとし〜（2023年1月22日、テレビ熊本） - 立花武 役
- 家族だから愛したんじゃなくて、愛したのが家族だった（2023年5月 - 7月、NHK BSプレミアム） - 持田春太 役
- PORTAL-X 〜ドアの向こうの観察記録〜 第1回（2024年1月12日、WOWOW） - 辻誠也 役
- 連続テレビ小説 虎に翼（2024年4月 - 9月26日、NHK総合） - 小橋浩之 役
- 全領域異常解決室 第3話・第7話 - 最終話（2024年10月23日・11月20日 - 12月18日、フジテレビ） - 村主虎飛矢 役[5]
- 恋は闇（2025年4月16日 - 6月18日、日本テレビ） - 三橋拓実 役
- 連続ドラマＷ「災」第4話（2025年4月27日- 6月18日、WOWOW）- 宮崎県警刑事 相田役
- バレエ男子 第1話（2025年5月1日-、毎日放送）- 警察官 役

### 映画
- 最後の審判（2019年）
- 蛾の光（2020年）
- オレたち応援屋!!（2020年）
- 藝大の怪談〜管理人の秘密（2021年）
- ショコラの魔法（2021年）
- 浅草キッド（2021年）
- さがす（2022年）
- 世の中にたえて桜のなかりせば（2022年） - 小杉 役
- アキラとあきら（2022年） - 栗原秀介 役
- ヘルドッグス（2022年）
- 四月になれば彼女は（2024年）
- 素敵すぎて素敵すぎて素敵すぎる（2025年）　- 主演・横溝千歳 / カステラ 役[6]
- 片思い世界（2025年） - 美咲の勤めるオフィス・社員A 役[7]
- ゆきてかへらぬ（2025年）-撮影所のスタッフ 役

### ラジオドラマ
- FMシアター HOME〜宮崎の中の故郷オキナワ〜（2022年8月20日、NHK-FM） - 主演・祥太 役
- FMシアター コクハラ（2023年4月8日、NHK-FM） - 大橋蓮 役
- 特集オーディオドラマ　うつくしい靴（2024年12月21日、NHK-FM） - 灰山侑 役

### 舞台
- 富良野警察物語・もしもあなただったら（2018年、倉本聰作、富良野塾演出）
- 薔薇戦争・リチャード三世/ヘンリー六世（2019年、木村龍之介演出）
- 昼下がりの思春期たちは漂う狼のようだ（2021年、2023年、アンカル、蓬莱竜太作・演出）
- だからビリーは東京で（2022年 東京芸術劇場シアターイースト、モダンスイマーズ、蓬莱竜太作・演出）
- メルセデス・アイス（2023年、白井晃演出）
- ヒトラーを画家にする話（2023年9月28日～10月1日 東京芸術劇場シアターイースト、高羽彩作・演出）
- 地獄は四角い（2024年１月12～14日 下北沢OFF・OFFシアター、名村辰ソロユニットnamu、名村辰作・演出)
- 世田谷代田1kの闇闇（2024年３月23～24日 野方BNスタジオ、名村辰作・演出) －闇闇 役
- 雨とベンツと国道と私（2024年６月８～30日 東京芸術劇場シアターイースト、モダンスイマーズ、蓬莱竜太作・演出）
- ケレン・ヘラー（2024年12月19～22日 世田谷パブリックシアター・シアタートラム、國吉咲貴作・演出）−悪アフロ子 役[8]
- 昨日の月（2025年１月16～19日 彩の国さいたま芸術劇場小ホール、海路作・演出）−大野歩 役[9]